# Ruslan Tileubaev
Ruslan Baqytjanuly Tileubaev (in kazako Рұслан Бақытжанұлы Тілеубаев?; 3 luglio 1987) è un ex ciclista su strada kazako, professionista dal 2013 al 2018 in maglia Astana. Nel 2014 si è laureato campione d'Asia in linea.

## Palmarès
- 2010 (Kazakistan, due vittorie)

6ª tappa Friendship People North-Caucasus Stage Race
7ª tappa Friendship People North-Caucasus Stage Race
- 2011 (Kazakistan, una vittoria)

5ª tappa Grand Prix of Sochi (Nebug > Krasnodar)
- 2012 (Astana Continental, quattro vittorie)

2ª tappa, 1ª semitappa Vuelta Ciclística Independencia Nacional (Santo Domingo > La Romana)
Coppa della Pace
3ª tappa Girobio (Notaresco > Sora)
1ª tappa Tour Alsace (Huningue > Huningue)
- 2014 (Astana, una vittoria)

Campionati asiatici, Prova in linea
- 2016 (Astana, una vittoria)

2ª tappa Tour of Hainan (Xinglong > Haikou)

### Altri successi
- 2012 (Astana Continental)

Classifica a punti Tour de Normandie
Classifica scalatori Tour de Normandie

## Piazzamenti

### Classiche monumento
- Milano-Sanremo

2015: 139º
2017: 109º
- Giro delle Fiandre

2015: 115º
- Parigi-Roubaix

2014: 106º
2015: ritirato
2017: ritirato
2018: ritirato

### Competizioni mondiali
- Campionati del mondo

Verona 2004 - In linea Juniors: 91º
Richmond 2015 - In linea Elite: ritirato
Doha 2016 - In linea Elite: ritirato